# 浪漫主義 (テレサ・テンのアルバム)
『浪漫主義』（ろまんしゅぎ）は、テレサ・テンの日本での通算18枚目のオリジナル・アルバムである。1989年3月8日にトーラスレコードからCD（規格品番：32TX-2204）とカセットテープ（規格品番：28TT-2204）形式で最新シングル「香港〜Hong Kong〜」と同時リリースされた。全9曲収録。
CD帯のキャッチコピーは「"世に残るヒット曲を生み出す" テレサ・テン・作詞家 荒木とよひさ・作曲家 三木たかし、絶妙のコンビによる待望の新作、オリジナル・アルバム!」。

## 概要
全曲は荒木とよひさが作詞、三木たかしが作曲を務めており、シングル曲「恋人たちの神話」、「香港 Hong Kong」などを収録。
テレサ・テンは1990年（このアルバムが発売されてから1年）に、歌手としての活動が減り、生活の中心をフランスに移した。

## 批評
CDジャーナルは、「恐るべきアルバムだ。荒木とよひさ／三木たかし／鄧麗君はアジアの緊張と楽天性をていねいに撫でながら、経済の底なしの恐怖と人の業の虚無の渦を鮮やかに飛び越える。天女の脱国境。」と評した。

## 収録曲
| 全作詞: 荒木とよひさ、全作曲: 三木たかし。 |                        |              |            |               |      |
| #                                          | タイトル               | 作詞         | 作曲・編曲 | 編曲          | 時間 |
| 1.                                         | 「香港 Hong Kong」     | 荒木とよひさ | 三木たかし | 林有三        | 5:12 |
| 2.                                         | 「悲しい自由」         | 荒木とよひさ | 三木たかし | 平野孝幸      | 4:25 |
| 3.                                         | 「道化師」             | 荒木とよひさ | 三木たかし | 平野孝幸      | 4:14 |
| 4.                                         | 「冬のひまわり」       | 荒木とよひさ | 三木たかし | 川口真        | 4:13 |
| 5.                                         | 「恋人たちの神話」     | 荒木とよひさ | 三木たかし | 平野孝幸      | 4:41 |
| 6.                                         | 「明日のゆくえ」       | 荒木とよひさ | 三木たかし | Donald Ashley | 4:47 |
| 7.                                         | 「ワインカラーの記憶」 | 荒木とよひさ | 三木たかし | 芳野藤丸      | 4:24 |
| 8.                                         | 「硝子の摩天楼」       | 荒木とよひさ | 三木たかし | 平野孝幸      | 4:08 |
| 9.                                         | 「星のしずくに濡れて」 | 荒木とよひさ | 三木たかし | 川口真        | 4:56 |
| 合計時間:                                  | 合計時間:              | 合計時間:    | 41:00      |               |      |

## スタッフ
- プロデューサー：西田裕司/鄧麗君
- ディレクター：福住哲弥（ユアレコード）
- ディレクター：鈴木章代
- エンジニア：半田克之（ゲッツ）、池田哲也（ゲッツ）、飯島周城（ゲッツ）
- オペレーション：鳥山敬治（香港に関し）
- ジャケット写真：Jackson Kwok (Vision-C Studio)[3]
- ジャケットデザイン：小林平九郎（H. R. N）
- 録音スタジオ：MUSIC IN STUDIO（TOKYO）、CROWN STUDIO（H. K.）、SOUND STATION STUDIO（H. K.）、ONKYO HAUS（TOKYO）
- 協力：内田音楽事務所・デイブレイク
- 制作：TNT PRODUCTION LTD.（H. K.）、トーラスレコード株式会社
- 販売：東芝EMI